# Damian Warner
Damian Warner   (Ontario, Canadà, 4 de novembre de 1989) és un atleta canadenc especialitzat en el decatló. Ha participat en 3 Olimpíades, guanyant 1 medalla d'or en els Jocs Olímpics de Tòquio 2020 i 1 medalla de bronze en els Jocs Olímpics de Rio 2016. A més, ha guanyat 4 medalles en els Campionats del Món i 2 medalles d'or en els Jocs Panamericans.
El 5 d'agost de 2021, amb la medalla d'or aconseguir als Jocs Olímpics de Tòquio 2020, va acabar la prova amb 9.018 punts, resultat que suposava el rècord olímpic, el rècord nacional del Canadà i la 4a millor puntuació de tots els temps en aquell moment. A part, també és el posseïdor del rècord nacional del Canadà en el salt de llargada, amb una marca de 8.28m, aconseguida el 9 de maig de 2021 a la ciutat austríaca de Gotzis.

## Marques personals
| Disciplina             | Marca          | Seu        | Data                 |
| ---------------------- | -------------- | ---------- | -------------------- |
| Decatló                | 9.018 punts NR | Tòquio     | 5 d'agost de 2021    |
| 100m llisos            | 10.12          | Gotzis     | 25 de maig de 2019   |
| 400m llisos            | 46.54          | Geòrgia    | 30 d'abril de 2016   |
| 1.500m llisos          | 4:24.73        | Toronto    | 23 de juliol de 2015 |
| 110m tanques           | 13.27          | Edmonton   | 4 de juliol de 2015  |
| Salt de llargada       | 8.28m NR       | Gotzis     | 29 de maig de 2021   |
| Salt d'alçada          | 2.09m          | Gotzis     | 25 de maig de 2013   |
| Salt de perxa          | 4.90m          | Bolton     | 16 de juliol de 2016 |
| Llançament de pes      | 15.34m         | Gotzis     | 25 de maig de 2019   |
| Llançament de disc     | 50.26m         | Califòrnia | 19 de març de 2016   |
| Llançament de javelina | 64.67m         | Moscou     | 11 d'agost de 2013   |

## Trajectòria professional
| Jocs Olímpics     | Jocs Olímpics  | Jocs Olímpics | Jocs Olímpics |
| Any               | Seu            | Posició       | Prova         |
| ----------------- | -------------- | ------------- | ------------- |
| 2012              | Londres        | 5a posició    | Decatló       |
| 2016              | Rio de Janeiro | 3             | Decatló       |
| 2020              | Tòquio         | 1             | Decatló       |
| Campionat del Món |                |               |               |
| 2011              | Daegu          | 18a posició   | Decatló       |
| 2013              | Moscou         | 3             | Decatló       |
| 2015              | Pequín         | 2             | Decatló       |
| 2017              | Londres        | 5a posició    | Decatló       |
| 2019              | Doha           | 3             | Decatló       |
| 2022              | Eugene         | DNF           | Decatló       |
| 2023              | Budapest       | 2             | Decatló       |
| Jocs Panamericans |                |               |               |
| 2015              | Toronto        | 1             | Decatló       |
| 2019              | Lima           | 1             | Decatló       |